# Николешти (Улиеш)
Николешти (рум. Nicolești) насеље је у Румунији у округу Харгита у општини Улиеш. Oпштина се налази на надморској висини од 495 m.

## Становништво
Према подацима из 2002. године у насељу је живело 173 становника.

### Попис2002.
| Расподела становништва по националности 2002.‍ | Расподела становништва по националности 2002.‍ | Расподела становништва по националности 2002.‍ | Расподела становништва по националности 2002.‍ | Расподела становништва по националности 2002.‍ |
| --------------------------------------------- | --------------------------------------------- | --------------------------------------------- | --------------------------------------------- | --------------------------------------------- |
|                                               |                                               |                                               |                                               |                                               |
| Мађари                                        | Мађари                                        |                                               | 173                                           | 100,0%                                        |